# Urządzenie spycharkowe USCz-55
Urządzenie spycharkowe USCz-55 – urządzenie inżynieryjne stosowana między innymi w Wojsku Polskim.

## Charakterystyka
Urządzenie spycharkowe USCz-55 jest przeznaczone do wykonywania wykopów na okopy i ukrycia wozów bojowych oraz przejazdów przez rowy przeciwczołgowe, przeciwskarpy, wyrwy i urwiska, zjazdów i wyjazdów na przeprawach, dróg na przełaj oraz usuwania wierzchniej warstwy gruntu w terenie skażonym. Urządzenie spycharkowe stanowi lemiesz, który zawiesza się w przedniej części czołgu. Montuje i demontuje je załoga czołgu używając żurawia samochodowego. 

## Dane eksploatacyjne USCz
| Parametr              | Wartość      |
| --------------------- | ------------ |
| Długość lemiesza      | 3,39 m       |
| Wysokość lemiesza     | 0,95 m       |
| Masa całkowita        | 12 t         |
| Czas montażu na czołg | 60 min       |
| Czas demontażu        | 45 min       |
| Zagłębienie lemiesza  | 0,41 m       |
| Wydajność wykopowa    | 110–130 m³/h |
| Szybkość transportowa | 18–20 km/h   |